# GBA ポケモン ファイアレッド・リーフグリーン ミュージック・スーパーコンプリート
『GBA ポケモン ファイアレッド・リーフグリーン ミュージック・スーパーコンプリート』（ゲームボーイアドバンス -）は、ゲームボーイアドバンスソフト『ポケットモンスター ファイアレッド・リーフグリーン』のサウンドトラック。2004年5月26日にメディアファクトリーから発売された。

## 概要
- ゲームボーイアドバンスソフト『ポケットモンスター ファイアレッド・リーフグリーン』のサウンドトラック。
- CDジャケットには、リザードンが描かれている。
- CDは、2枚組の構成となっている。
- 音楽は、増田順一と一之瀬剛が担当している。
- Disc-2のトラック7〜17は『ポケットモンスター 赤・緑』から厳選したBGMが収録されている。
- 2016年4月に発売された『ポケモン 赤・緑 スーパーミュージック コレクション』の収録曲の一部として、本サウンドトラックが収録されている。

## 収録曲
Disc-1
1. GameFreakロゴ
2. オープニングデモ
3. 〜オープニング〜
4. ゲーム説明
5. ポケモンの世界へようこそ!
6. マサラタウンのテーマ
7. オーキド博士
8. オーキド研究所
9. ファンファーレ ポケモン入手
10. ライバルあらわる
11. 戦い（VSトレーナー）
12. 勝利（VSトレーナー）
13. トキワへの道-マサラより
14. ファンファーレ どうぐゲット1
15. ニビシティのテーマ
16. 教えテレビメニュー
17. トキワの森
18. 戦い（VS野生ポケモン）
19. 勝利（VS野生ポケモン）
20. トレーナーあらわる（男の子編）
21. ポケモンセンター
22. プリンの歌
23. ポケモン回復
24. 道案内
25. ポケモンジム
26. 対戦の緊張!
27. 戦い（VSジムリーダー）
28. 勝利（VSジムリーダー）
29. ファンファーレ バッジゲット
30. 進化
31. ファンファーレ 進化おめでとう
32. ハナダへの道-オツキミ山より
33. トレーナーあらわる（女の子編）
34. オツキミ山のどうくつ
35. クチバシティのテーマ
36. サント・アンヌ号
37. サイクリング
38. シオンタウンのテーマ
39. ポケモンタワー
40. タマムシシティのテーマ
41. カジノ
42. ファンファーレ 当たり!
43. ファンファーレ 大当たり!
44. ポケモンプリント
45. ロケット団アジト
46. トレーナーあらわる（悪いヤツ編）
47. シルフカンパニー
48. セキチクへの道-シオンタウンより
49. ポケモンの笛
50. セキチクシティのテーマ
51. わざ忘れ
52. 海
53. 戦い（VS伝説のポケモン）
54. ファンファーレ ポケモンゲット
55. グレンタウンのテーマ
56. ポケモン屋敷
57. ポケモンネットワークセンター
58. ファンファーレ オーキド評価
59. ナナシマ4・5の島
60. ミニポケモンでジャンプ
61. ドードリオのきのみどり
62. 残念
63. ナナシマ
64. ナナシマ6・7の島
65. ユニオンルーム
66. ふしぎなおくりもの
67. ファンファーレ どうぐゲット2
68. 戦い（VSミュウツー）
69. 最後の道
70. ラストバトル（VSライバル）
71. エピローグ
72. 殿堂入り
73. 〜エンディング〜

Disc-2
1. デオキシス登場
2. 戦い（VSデオキシス）
3. 教えて!お兄さん
歌：よしだひろのぶ
作詞：佐藤仁美 / 作曲：増田順一、一之瀬剛 / 編曲：一之瀬剛
4. memory P
歌：船坂有美
作詞：佐藤仁美 / 作曲：増田順一 / 編曲：一之瀬剛
5. ロケット団アジト
6. ポケモンタワー1997
7. ジムリーダーの力
8. 〜オープニング〜
9. トキワへの道-マサラより
10. トキワの森
11. ニビシティのテーマ
12. 戦い（VSトレーナー）
13. サント・アンヌ号
14. サイクリング
15. セキチクシティのテーマ
16. ラストバトル（VSライバル）
17. 〜エンディング〜